# 사랑의 비약
사랑의 비약(Bell Book And Candle)은 미국에서 제작된 리처드 콰인 감독의 1958년 영화이다. 제임스 스튜어트 등이 주연으로 출연하였고 줄리앙 블로스타인 등이 제작에 참여하였다.

## 출연

### 주연
- 제임스 스튜어트
- 킴 노박

### 조연
- 잭 레먼
- 어니 코박스
- 헤르미온느 진골드
- 엘자 란체스터

## 제작진
- 원작자: 존 밴 드루턴
- 의상: 진 루이스

## 같이 보기
- 크리스마스 영화 목록